# Джон Хигинс
Джон Хигинс (на английски: John Higgins) е шотландски професионален играч на снукър. Роден е на 18 май 1975 г. в Уишоу, Шотландия.
Джон Хигинс става професионален играч на снукър през 1992 г. През сезон 1994/1995 той печели три от турнирите за ранглистата. След като през 1998 г. Джон Хигинс става победител в Световното първенство, през сезон 1998/1999 той се класира на първо място в световната ранглиста.
По това време изглежда, че Джон Хигинс ще заеме тогавашното място на Стивън Хендри на върха на класацията поне за следващите няколко години, но това не се случва поради появяването на световната снукър-сцена на играчи като Марк Уилямс, Рони О'Съливан и Матю Стивънс. Поради това Джон Хигинс е изместен от върха на ранглистата само след два сезона престой там. Британско първенство от 2001 г. се превръща в последния му спечелен турнир за следващите три години.
На финала на турнира Гран При през 2005 г., Хигинс става първият играч, който успява да направи 4 сенчъри брейка (над 100 точки) в четири последователни фрейма на турнир за ранглистата. Тогава той прави брейкове от 103, 104, 138 и 128 срещу Рони О'Съливан. В този двубой Джон Хигинс поставя и друг рекорд като печели 494 точки без противника да му върне и една точка. Финала на турнира Гранд При Джон Хигинс печели с резултат 9 на 2 фрейма.
Хигинс става победител в турнира Мастърс от 2006 г., след като на финала побеждава Рони О'Съливан с 10 на 9 фрейма.
През 2007 г. Джон Хигинс печели за втори път Световното първенство по снукър след победа на финала над сънародника си Марк Селби с резултат 18 на 13 фрейма.
Седемнадесет месеца Хигинс не бе печелил ранкинг титла, но стори това на Гран При 2008 след интересен мач срещу уелсеца Райън Дей. Така Хигинс печели своя 19 ранкинг турнир.

## Сезон 2009/10
| Турнир                    | Резултат | Спечелени пари | Ранкинг точки | Най-голям брейк | 100+ брейк | 50+ брейк | Брой спечелени срещи |
| ------------------------- | -------- | -------------- | ------------- | --------------- | ---------- | --------- | -------------------- |
| Шанхай мастърс 2009       |          | £              |               |                 |            |           |                      |
| Гран При 2009             |          | £              |               |                 |            |           |                      |
| Британско първенство 2009 |          | £              |               |                 |            |           |                      |
| Мастърс 2010              |          | £              |               |                 |            |           |                      |
| Първенство на Уелс 2010   |          | £              |               |                 |            |           |                      |
| Първенство на Китай 2010  |          | £              |               |                 |            |           |                      |
| Световно първенство 2010  |          | £              |               |                 |            |           |                      |
| Общо                      |          | £              |               |                 |            |           |                      |